# 7248 Älvsjö
A 7248 Älvsjö (ideiglenes jelöléssel 1992 EV21) a Naprendszer kisbolygóövében található aszteroida. UESAC fedezte fel 1992. március 1-jén.